# 姜达衢
姜达衢（1905年—1987年），号周行，男，江西鄱阳人，中国天然药物化学家，曾任广西中医药研究所研究员、顾问、名誉所长，中国药典编纂委员会委员。